# 하명지
하명지(1980년 4월 1일 ~ ) 대한민국의 가수, MC이다.

## 학력
- 서울예술대학교 중퇴
- 창원대학교 무용과 중퇴
- 디지털서울문화예술대학교 졸업
- 상명대학교 문화기술대학원 공연예술경영학과 석사과정 재학

## 경력
- MBC 합창단 단원
- KBS 예술단 단원
- 2011년 9월 고양글로벌문화대축제 명예홍보대사

## 앨범
- 2007년 1집 발매 (당신을 사랑해요 / 까불지마)
- 2007년 1.5집 발매 (환상의 커플 / 당신을 사랑해요)
- 2012년 2집 발매 (방가방가 / 생각해볼께요)
- 2017년 3집 발매 (사랑해도 될까요 / 아 몰라)

## 수상
- 남인수가요제 금상 수상
- 한국가요발전공로대상
- 한국연예예술인 봉사상 수상
- 한국가요발전공로시상식 MC대상 수상